# ウジェニー・ニボワイエ
ウジェニー・ニボワイエ（Eugénie Niboyet; 1796年9月11日 - 1883年1月6日）はフランスの作家、ジャーナリスト、翻訳家、社会主義（サン＝シモン主義、フーリエ主義）フェミニストである。1848年の二月革命によって成立した臨時政府のもとで女性の自由と権利のために闘った「1848年の女性たち」の中心人物として、この運動の機関紙『女性の声』を創刊・主宰した。

## 背景
ウジェニー・ニボワイエは1796年9月11日、薬剤師ジョルジュ＝ルイ・ムーションとマルグリット・ガル＝ラドヴェーズの子ウジェニー・ムーションとしてモンペリエに生まれた。ジュネーヴ共和国（現スイス）生まれの父方の祖父ピエール・ムーションは、バーゼルのフランス教会牧師で、ディドロとダランベールの『百科全書』の項目を分類し、総索引を作成した文筆家として知られる。ムーション一家はプロテスタントでボナパルティストであった。
一家にリヨンに越し、ウジェニーはここでモンテリマール（オーヴェルニュ＝ローヌ＝アルプ地域圏、ドローム県）の弁護士で同じくプロテスタントのポール＝ルイ・ニボワイエに出会い、1822年10月8日に結婚。1825年に息子のジャン＝アレクサンドル・ポーランが生まれた。ポーランの子ジャン＝ポーラン・ニボワイエは国際私法専門の著名な法学者である。1825年に一家はマコン（ブルゴーニュ＝フランシュ＝コンテ地域圏、ソーヌ＝エ＝ロワール県）に越し、夫ポール＝ルイは1830年の七月革命の後、県会議員に選出された。

## サン＝シモン主義
1829年、ニボワイエは夫とともにサン＝シモン主義（サン＝シモン教）に入信し、1831年にバルテルミ・プロスペル・アンファンタン教父により女性の位階制度に組み入れられた。同年8月にパリ12の区ごとに医師、男性・女性指導員をそれぞれ1人ずつ配置し、サン＝シモン主義労働者に対する教育が行われるようになると、ニボワイエはパリ4区・5区の女性指導員に任命された。さらに翌月にはパリ2区（現9区）に設立された労働者アソシアシオンの家（労働者会館）の管理を任せられた。同年11月にサン＝シモン教が二人の最高指導者サン＝タマン・バザール教父とアンファンタン教父の意見対立によって分裂すると、多くのサン＝シモン教宣教師らが離脱し、その一部はフーリエ主義に転向。ニボワイエも後に『自由な女性』紙を創刊することになるデジレ・ゲー（当時は出生名のデジレ・ヴェレ）、ジャンヌ・ドロワンら、そして夫とともにフーリエ主義に転向した（なお、夫とは1836年に別居したとされる。離婚はフランス革命期にいったん合法化されたものの、復古王政期の1816年5月8日付法律で再び禁止されていた）。

## 『女性の助言者』紙
ニボワイエ一家はまもなくリヨンに戻り、フーリエ主義の活動に参加する一方、1833年11月に労働者と女性の教育を目的とした週刊新聞『女性の助言者』を創刊した（1834年9月、第44号をもって廃刊）。編集委員は妹のアリーヌ・ムーションのほか、ほとんどが女性で、定期購読料は10フラン（年間）と比較的安価であった。ニボワイエは発刊の趣意について、女性向けの新聞はきわめて少なく、女性の教育に関する法律すら存在しないが、女性が教育を受けることは平和に資することであり、特に女性工場労働者が多いリヨンでは労働条件の改善のために情報を得る必要があると説明している。ニボワイエ自身、廃刊までの10か月の間に主に教育に関する約60の記事を執筆し、犯罪の原因の一つである無知との闘いのための教育の必要性や労働者階級の女性の道徳教化の必要性を訴えるとともに、ブルジョワ左派の女性たちにこうした社会改革推進のための支援を求めた。さらに売春防止のための貧困対策、都市衛生、貧困家庭の子どもの無償教育の提案から読み書きの訓練法、衛生、食事、育児、家計等に関する助言などの実用的な情報まで、さらにはリヨンの文化・芸術情報やマルスリーヌ・デボルド＝ヴァルモール、アナイス・セガラ、メラニー・ワルドールらの女性詩人の詩などを掲載した。

## 労働者の蜂起

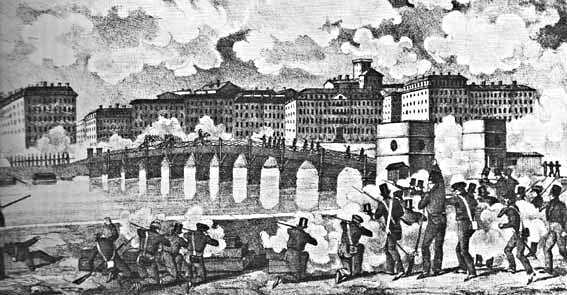
リヨン絹織物工の蜂起 - 軍による弾圧（1834年4月）

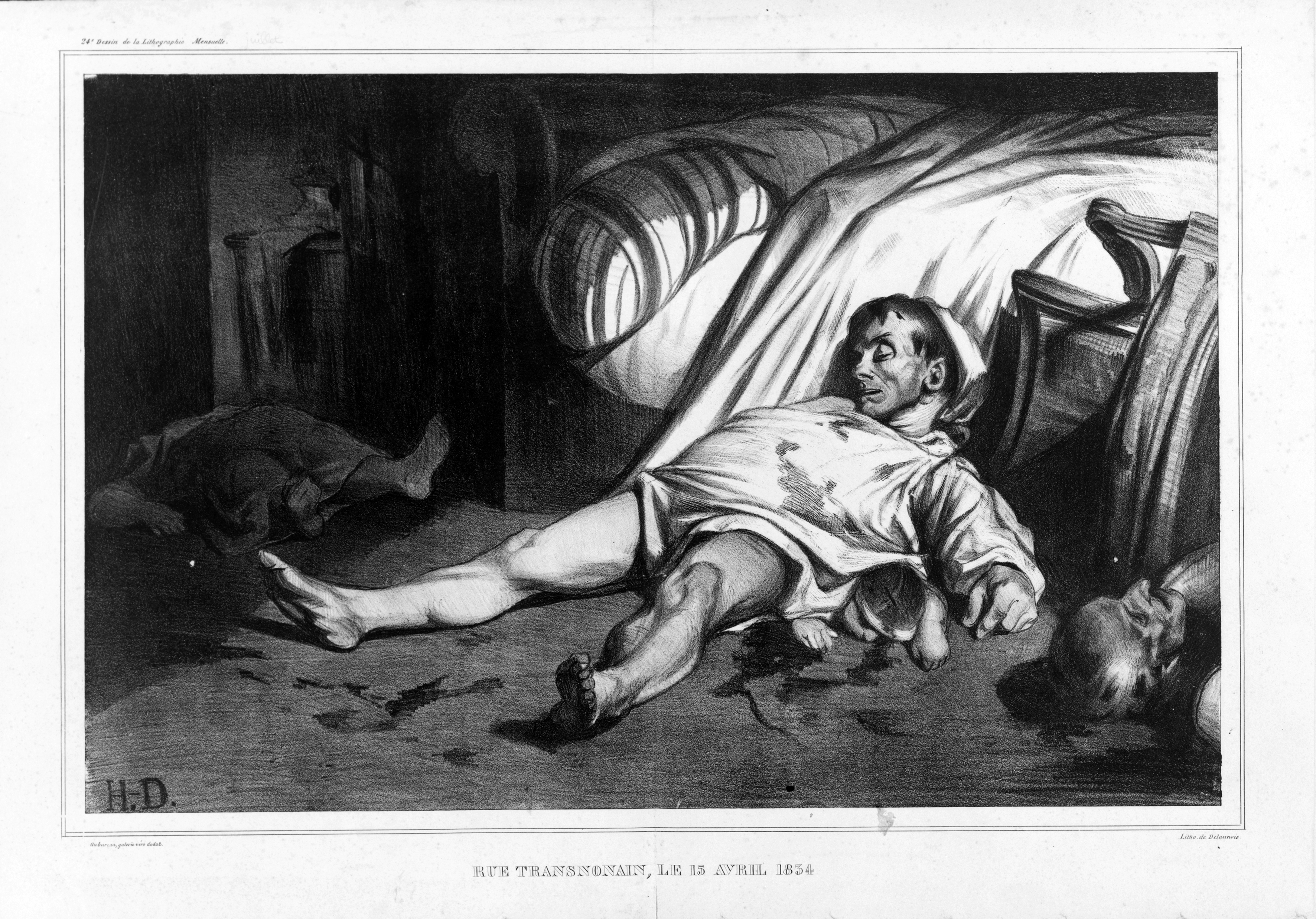
オノレ・ドーミエ作『トランスノナン街』(1834年4月15日)

1834年には同紙で無償の女性教育講座「アテネ・デ・ファム」の設立を発表した。市民図書館を備えた教育機関であり、教員資格のある女性が基本的な文法、朗読法、発声法などから専門性の高い社会科学、経済学、教育、歴史、文学、倫理までを担当したが、1834年4月に起きた絹織物工の蜂起により閉校を余儀なくされたようである。リヨンの労働者が軍隊により弾圧・虐殺されたこの事件の影響は他の都市にも及び、パリではオノレ・ドーミエの石版画で知られるトランスノナン街の虐殺も起こっている。ニボワイエは、リヨン蜂起の直後に発表した15ページ程度の著書『リヨン事件の経緯』で、これは「窮乏と苦悩」および「耐え難い貧困」が引き金となった「武装蜂起」であり、「真の原因は結社を禁止する法律にある」と、蜂起を支持する立場を取り、重要なのは賃上げよりむしろ「産業結社（アソシアシオン）の原則の確立である」とした。さらに、社会悪を是正するためにはフーリエ主義の原則に則った労働の組織化が必要であると確信していたニボワイエは、「作業着を着ている者を皆殺しにするような」暴力的な弾圧を非難し、負傷兵のみならず、事件の全犠牲者への支援が必要であると訴え、実際、『女性の助言者』紙の寄稿者らとともに度々ペラーシュ留置所を訪れ、拘束された労働者に面会を求めている。
ニボワイエは、『女性の助言者』紙廃刊直後の1834年10月に文芸新聞『リヨン雑文集』を創刊したが、週2回発行のこの新聞の執筆陣はほとんどが男性で、ニボワイエは演劇欄に執筆するのみであったが、わずか4か月で廃刊になった。

## 死刑廃止・監獄制度改革に関する論文
パリに戻ったニボワイエは、『シタトゥール・フェミナン』、『ガゼット・デ・ファム』などの女性紙に執筆する傍ら、奴隷制廃止運動などの社会改革運動を推進する「キリスト教道徳協会」に加入し、同協会の懸賞論文に応募して賞金を3回獲得した。「死刑廃止の必要性について」、「盲人・盲教育」、「フランスにおける監獄制度改革」という3本の論文であり、1836年から38年にかけて出版された。ニボワイエはこうした功績により済生委員会の書記長のほか、孤児委員会、平和委員会、監獄委員会の委員に任命された。とりわけ、監獄を視察し、パリの監獄の女囚の援助に貢献し、サン＝ラザール監獄の託児舎内に学校を設置した。また、この関係からイギリスの監獄制度改善運動家エリザベス・フライの知己を得た。

## 英文学の翻訳
文筆で生計を立てられるようになると、教訓物語などの児童文学を中心にイギリス小説の翻訳も手がけるようになり、マリア・エッジワース、アナ・レティシア・バーボールド、リディア・マリア・チャイルドの作品を紹介するほか、フランスで初めてチャールズ・ディケンズの『ピクウィック・クラブ』を翻訳・出版した（1838年）。このとき、公教育相ナルシス＝アシル・ド・サルヴァンディ伯爵は、ニボワイエが前年から申請していた文学年金の支給を許可したが、1848年の六月蜂起の後、彼女が女性クラブ主宰であることを理由に差し止められた。

## 平和主義
一方、サン＝シモン主義やフーリエ主義、特に前者の平和的体制への移行における女性の役割を重視し、「平和協会」の設立、フランス初の平和主義新聞『両世界の平和 ― 平和協会・商業協会・産業協会・科学協会・文学協会・芸術協会の響き合い』(1844年2月15日に創刊号発行、後に『両世界の平和』、さらに『ラヴニール（未来）』に改名) の創刊に尽力した。ニボワイエはこの新聞で再び死刑廃止や監獄制度改革の問題を論じ、また、労働者にかつてないほどの犠牲を強いる「賃金奴隷制」を「今世紀最大の不道徳」として非難し、貧困対策として唯一未来を切り開くことができるのは労働の組織化であると訴えた。『ラヴニール』紙は1845年2月15日に廃刊となったが、この頃、ニボワイエは息子のポーラン・ニボワイエ主宰の『悪魔の目』などの文芸誌にも執筆し、小説『エカチェリーナ2世と彼女の貞淑な娘たち』を著している。

## 1848年の女性たち -『女性の声』紙

### 1848年の女性たち

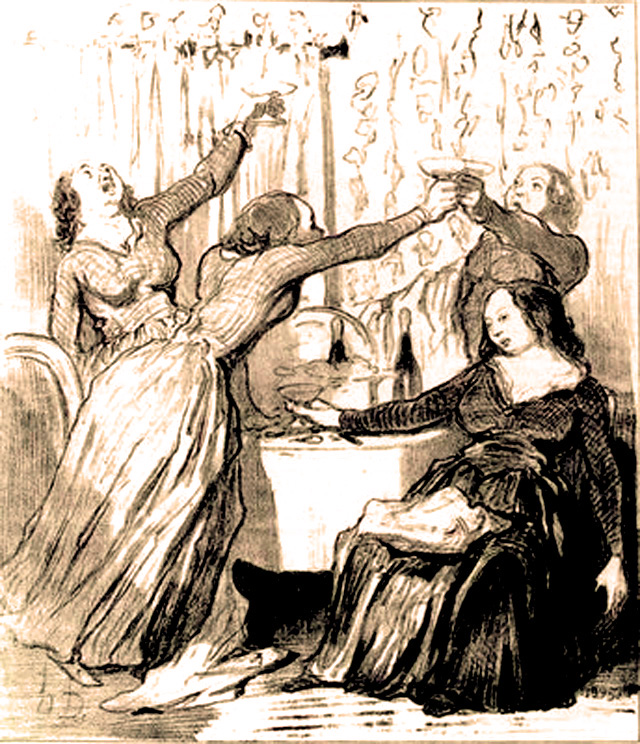
ドーミエによる1848年の女性の風刺画（『ル・シャリヴァリ』紙）

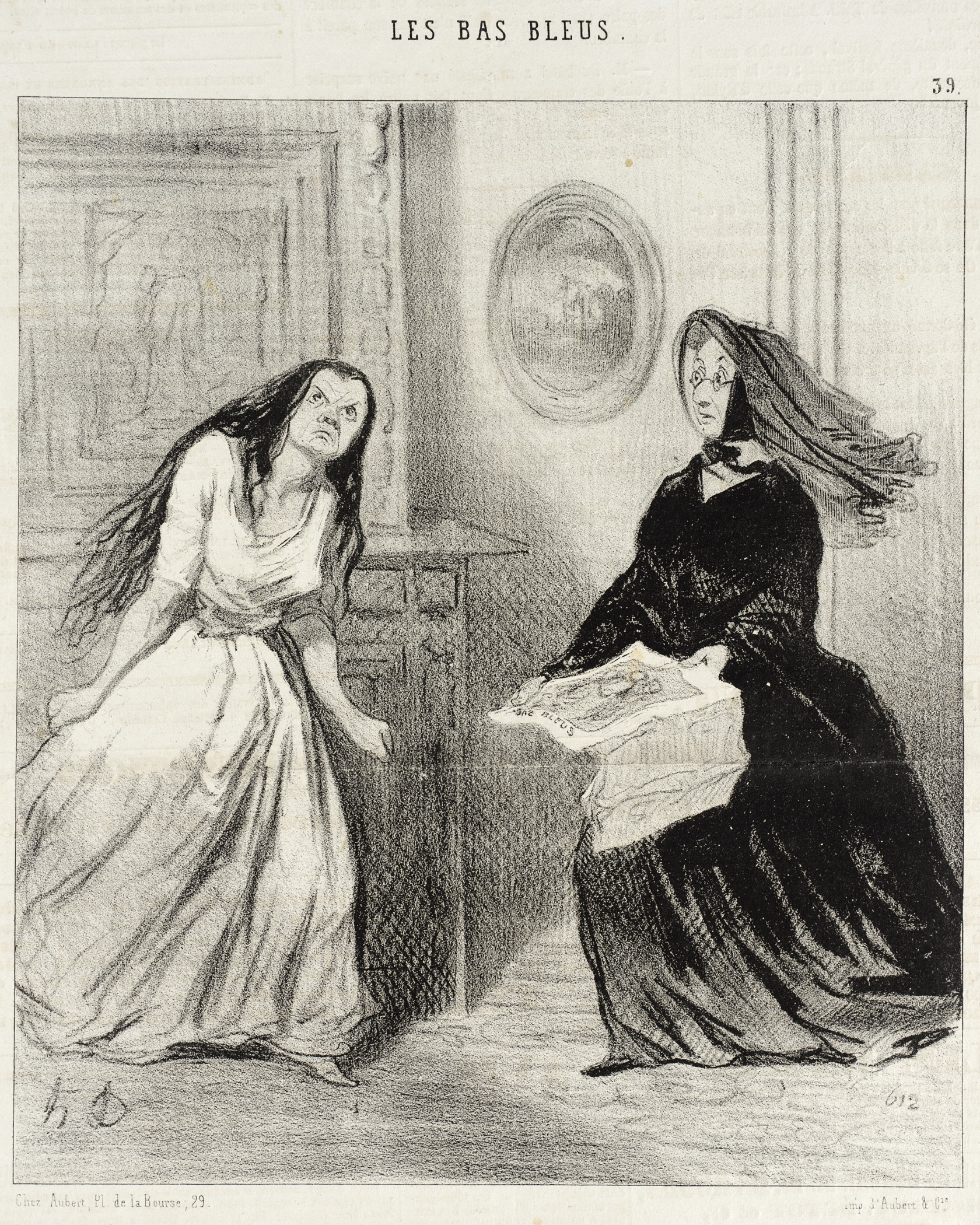
ドーミエによるブルーストッキング女性の風刺 (1844年) -「何ですって! また私たちを風刺した?」

1848年2月、普通選挙を求める運動が政府によって弾圧されると、激昂したパリの市民、労働者が蜂起し、ルイ＝フィリップを退位に追い込んで七月王政を倒し、共和政を宣言。臨時政府が成立した（二月革命）。臨時政府により成人男性の参政権、労働権、団結権などが認められたほか、言論・出版の自由が保障されたため、あらゆる立場の新聞が次々と発行された。プロレタリアート主体のこの革命はまた、フェミニズム運動の引き金ともなった。1848年のフェミニストを「1848年の女性たち」と呼び、この運動を牽引したのが、1848年3月20日にニボワイエが創刊した『女性の声』であり、より広い活動のために4月に結成された女性クラブ「女性の声協会」である。
ちなみに、1830年の七月革命を題材にしたドラクロワの『民衆を導く自由の女神』が政府により初めて公に展示されたのも1848年のことであり、以後、フランス共和国を象徴する女性像マリアンヌとして公共の場に設置されるようになったとされる。
「1848年の女性たち」を代表するのは、ニボワイエのほか、彼女と同様にサン＝シモン主義・フーリエ主義に傾倒し、『自由な女性』紙 (1832-1834年) の創刊者・編集委員であったデジレ・ゲーとジャンヌ・ドロワンであり、いずれも女性相互教育協会で活躍したお針子（ドロワンは後に教員）であった。ドロワンはルイ＝ナポレオンのクーデターの後、逮捕され、アルジェリアに追放された。この他、『女性の声』の主な編集委員・寄稿者にお針子（後に文筆家・教員）のポーリーヌ・ロラン、お針子・産婆のシュザンヌ・ヴォワルカンのほか、アルフォンス・エスキロスの妻で文筆家のアデル・エスキロス、産婆のジェニー・デリクール、後にこのときの経験を活かして最初の女性職業学校を設立することになるエリザ・ルモニエらがいる。
『女性の声』紙は早くも見本号を出すや否や、その成功は予想を超え、「（ニボワイエの）サロンは演壇に変わり、アパートは講義室に変貌し」、協力者も読者も刻々と増え続けた。寄稿者もサン＝シモン主義者を中心に女性工場労働者からアナイス・セガラ、ウジェニー・フォア、アマブル・タスチュらのブルジョワ女性作家、クロード・ヴィニョンの偽名で活動した女性芸術家のMarie-Noémi Cadiot、さらにはイギリスの奴隷解放運動家アン・ナイトらの外国人、男性へと広がって行った。

### 趣意 - 社会主義の政治新聞、全女性のための機関紙
副題を「社会主義の政治新聞、全女性のための機関紙」とした『女性の声』紙の創刊号の冒頭に、「『女性の声』は女性に開かれた最初にして唯一の本格的な新聞である。この新聞では女性の道徳的、精神的、物質的利益について腹蔵なく語られる。我々は、この目的のために全女性の賛同を求める。また、新聞の発行だけでなく、女性に実用的な知識を提供する図書館を設立し、公開講座を行い、アソシアシオンを結成し、我々が一丸となって取り組むことで、国家と家族に寄与することになるのである」と謳われている。この趣意に沿って、『女性の声』では女性の市民権・参政権、労働問題、教育問題、離婚制度など女性に関するあらゆる問題が論じられた。たとえば、参政権については、デロワンが「自由、平等、友愛が宣言されたのに、なぜ女性には果たすべき義務のみ与えて、市民権を与えないのか。女性は税金を免除され、国法に従わなくてもよいとでもいうのか。・・・あなた方、男性市民の息子の母親が奴隷であってよいはずはない」として、もはや、国民国家全体に関わる問題を男性のみにより構成される臨時政府に決めさせるわけにはいかないと論じている。
『女性の声』には女性参政権のほか、臨時政府への労働者代表の参加、失業女性のための国立作業所の設置などに関する多くの請願書が掲載された。特に、失業対策としての国立作業所の設置については、社会主義者のルイ・ブランが構想した、労働者の権利に基づく「社会作業場」とはまったく異なった発想の、慈善や施しとしての「慈善作業所」が国立作業所として設置されただけであったが、これに対して『女性の声』は、労働委員会における女性の労働組織担当代表の任命、失業女性と女性労働者を募集する女性の登録リストの作成・公開、女性の労働軽減のための国営食堂と洗濯場の設置の要求を含む、リュクサンブール委員会宛の請願書を掲載した。

### ジョルジュ・サンドの憤慨
1848年4月に臨時政府のもとで初めての普通選挙が実施されることになった。このとき『女性の声』は、ジョルジュ・サンドを「男性的な雄々しさと、女性的な霊感と詩情を備えた」人物として、本人の意向を確認することなく候補に立てるという勇み足を踏んでしまった。サンドはこれに対して『ラ・レフォルム』紙上で、「こんなふざけたことが私の自尊心を傷つけるだけであれば放っておくところだが・・・何も言わなければ、この新聞が主張する原則に私が賛同していると思われるおそれがある」とし、何の関係もない女性クラブが「私の同意を得ることなく、私を看板に立てるのは認めがたい」と抗議した。サンドは女性参政権問題に無関心だったわけではなく、女性に対するサン＝シモン主義者やフーリエ主義者の働きかけには、「貴族主義的、エリート主義的なきらいがあると考えていたのである」。

### 歴史的意義

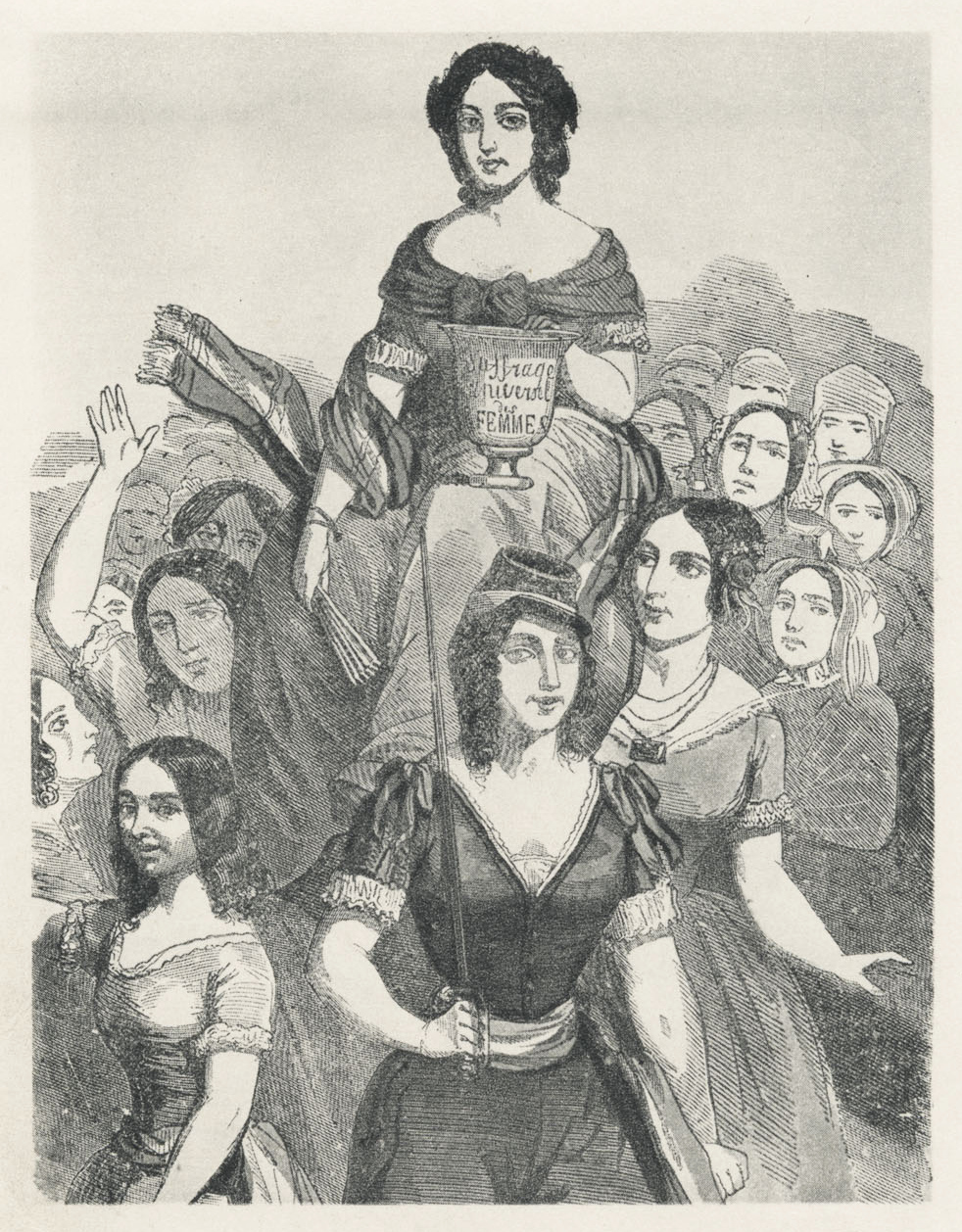
様々な階級の女性たちによって女性参政権運動のために「担ぎ上げられる」ジャンヌ・ドロワン

『女性の声』紙は1848年6月に第46号をもって廃刊となった。フェミニズムの思想が生まれたのはフランス革命期であり、この時期に女性に対しても一部の権利が認められたが、当時のフェミニズムはコンドルセら一部の思想家個人の思想にすぎず、地理的にも首都パリに限られたものであった。これに対して、ニボワイエと「1848年の女性たち」は、プロレタリア女性とブルジョワ女性の階級横断的な女性市民の連携、「自由、平等、友愛」の原則に立った女性市民の権利の実現を目指し、この目的で創刊された『女性の声』は、実際、「お針子の、洗濯婦の、産婆の、売春婦の、芸術家の、画家の、文筆家の、ブルジョアの奥方のそれぞれの立場を互いに理解しようとする話し合いの場」となり得たのである。

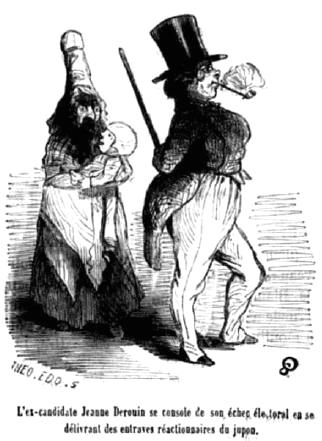
選挙で敗れた腹いせに邪魔なペティコートを脱ぎ捨てたジャンヌ・ドロワン (シャルル＝マリー・ド・サルキュスの風刺画)

短期間ながら実りの多かったこのフェミニスト新聞の活動について、ニボワイエ自身はしかし、「私の人生の最も苦しみに満ちた時期であった」と語っている。ニボワイエも「1848年の女性たち」も繰り返し風刺の的となった。オノレ・ドーミエが風刺画を多数掲載していた『ル・シャリヴァリ』の表紙画の題材となり、『火山女たち』、女性社会主義者（ソシアリスト）と料理のソースにかけた『女性ソーシアリスト（女性自己流の味付け）』などの風刺劇も上演された。「女性の声」紙の債務に加え、ニボワイエ自身が受けていた年金も六月蜂起後に差し止められた後、第二帝政政府、第三共和政政府に請願書を提出したが回復することはできなかった。女性の自由と権利のために共に闘った同志「1848年の女性たち」を歴史に刻んだニボワイエだが、その「代価」は大きく、1860年の手紙に「12年間、不平も言わずに苦難に耐えてきたが、もう力尽きた」と書いている。
なお、『女性の声』紙はニボワイエへの追悼として1917年にコレット・レノーとルイーズ・ボダンによって再刊された。

## 『女性の真の書』
1863年、作家のダッシュ伯夫人が著した『女性の書』(1860年出版) で、女性の「理性」に訴え、女性は結婚生活において「神の意志」と「男性の法」に従うべきであると主張したことに対する反論として『女性の真の書』を執筆した。本書では彼女自身の長年にわたる女性解放運動の経験に基づいて様々な観点から女性について論じているが、作家エルネスト・ルグーヴェの「男性は法をつくり、女性は風俗をつくる」という言葉を引用し、「男性は政治、法律、国防、航海、商業のリスク、外交。女性は道徳の聖域、家族の宗教、義務の維持、才能による平等」と性別役割分業を主張するなど、保守的な傾向や矛盾が認められ、もはやかつての戦闘的な姿勢はない。
1883年1月6日、パリで死去、享年86歳。

## 著書
- Précis historique sur les événements de Lyon (リヨン事件の経緯), Boitel, 1834 - フランス国立図書館電子版.
- De la nécessité d'abolir la peine de mort (死刑廃止の必要性について), Louis Babeuf, 1836.
- Des aveugles et de leur éducation (盲人・盲教育), P.-H. Krabbe, 1837.
- De la réforme du système pénitentiaire en France (フランスにおける監獄制度改革), Charpentier, Leclerc, 1838.
- Dieu manifesté par les œuvres de la création (創造の業において顕示された神), Didier, 1842.
- Catherine II et ses filles d'honneur (エカチェリーナ2世と彼女の貞淑な娘たち), Dentu, 1847 (小説).
- Le Vrai Livre des femmes (女性の真の書), E. Dentu, 1863 - フランス国立図書館電子版.
- Les Borotin ; La chanoinesse. - Une seconde Borgia (ボロタン家 ― 修道会修道女 ― 第二のボルジア家), E. Dentu, 1879.

## 参考資料
- NIBOYET Eugénie, née MOUCHON Eugénie - Maitron
- 加藤節子「48年の女性像(2) - Eugénie Niboyet」『駒澤大学外国語部研究紀要』第12号、駒澤大学、1983年3月、pp. 61-79
- 加藤節子「48年の女性像(続)」『駒澤大学外国語部研究紀要』第13号、駒澤大学、1984年3月、pp. 209-250